# Automotrice FCE ALn 541-542
Le automotrici FCE ALn 541–542 erano un piccolo gruppo di due rotabili automotori diesel, costruite dalle Officine Raffaele Ranieri di Roma per la Ferrovia Circumetnea.

## Storia
Le automotrici furono commissionate nel 1954, alle Officine Ranieri di Roma, dalla Gestione commissariale governativa della Ferrovia Circumetnea, per il miglioramento dell'esercizio viaggiatori sulla propria linea, che a quel tempo veniva svolto con le locomotive a vapore,  e con le automotrici ALn 56. La Ferrovia Circumetnea aveva urgente necessità di sostituire il materiale rotabile obsoleto, per far fronte alle accresciute esigenze dell'utenza. Oltre alle due automotrici, furono commissionate anche due rimorchiate a carrelli. Le automotrici (consegnate nel 1954), furono immatricolate come ALn 541 e ALn 542, mentre le rimorchiate "R.551 ed R.552".

## Caratteristiche
Le automotrici avevano motorizzazione diesel e trasmissione meccanica; erano costruite a cassa portante elettrosaldata, poggiante su due carrelli, di cui uno solo motore. La velocità massima era di 75 km/h. L'ambiente viaggiatori era a comparto unico, con 52 posti, con porte doppie a battente in posizione centrale. Erano provviste di porte frontali di servizio di intercomunicazione. 
Le rimorchiate disponevano di 32 posti di prima classe e di 56 posti di seconda classe.

## Stato attuale

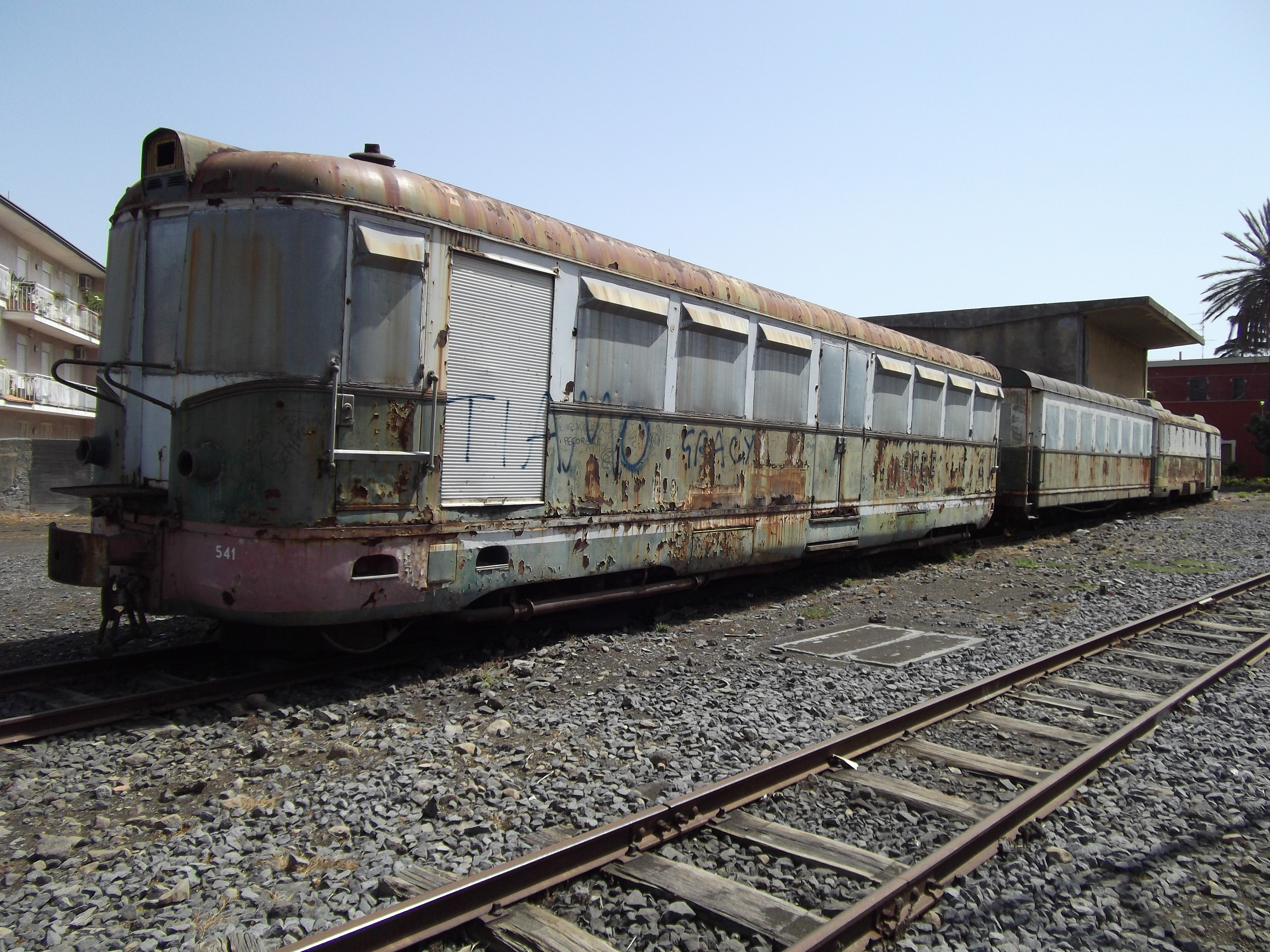
L'ALn 541 accantonata presso la stazione di Riposto, nell'agosto del 2010; oggi demolita.

Dopo molti anni di accantonamento presso la stazione di Riposto, nell'inverno del 2014, l'ALn 541 fu demolita assieme alle automotrici ADe 01 e 02 (appartenenti alla serie delle ADe 01-03), e alla carrozza n. 323 (quest'ultima fu prima smistata alla stazione di Biancavilla Poggio Rosso), le quali giacevano tutte in accantonamento presso la stazione di Riposto, proprio come l'ALn 541.
L'ALn 542, l'unità gemella di quest'ultima, è ancora oggi accantonata in discrete condizioni nella rimessa della medesima stazione.
Le rispettive rimorchiate, ossia la R.551 e R.552, sono da qualche anno accantonate presso la stazione di Catania Borgo.

## Le rimorchiate

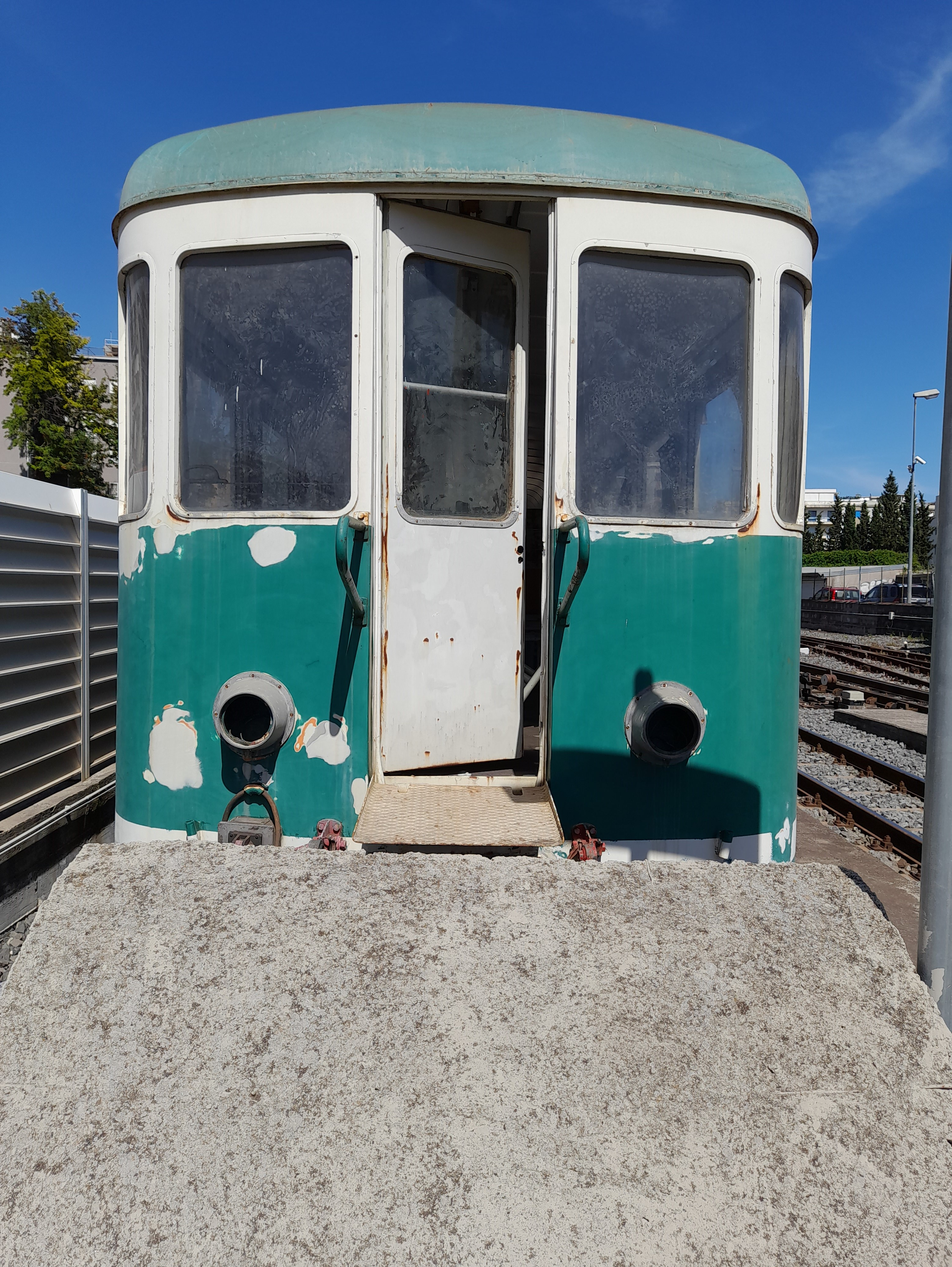
Una delle testate della rimorchiata R.551, accantonata presso la stazione di Catania Borgo, 30 maggio 2022.

A differenza delle automotrici, le quali furono accantonate nel 1980, le rimorchiate R.551 e R.552, continuarono ad essere utilizzate fino al 2018-2019. Dopo questo periodo (come per tutte le altre carrozze), questi due rotabili sono stati accantonati per motivi tecnici, nonché per la loro obsolescenza.

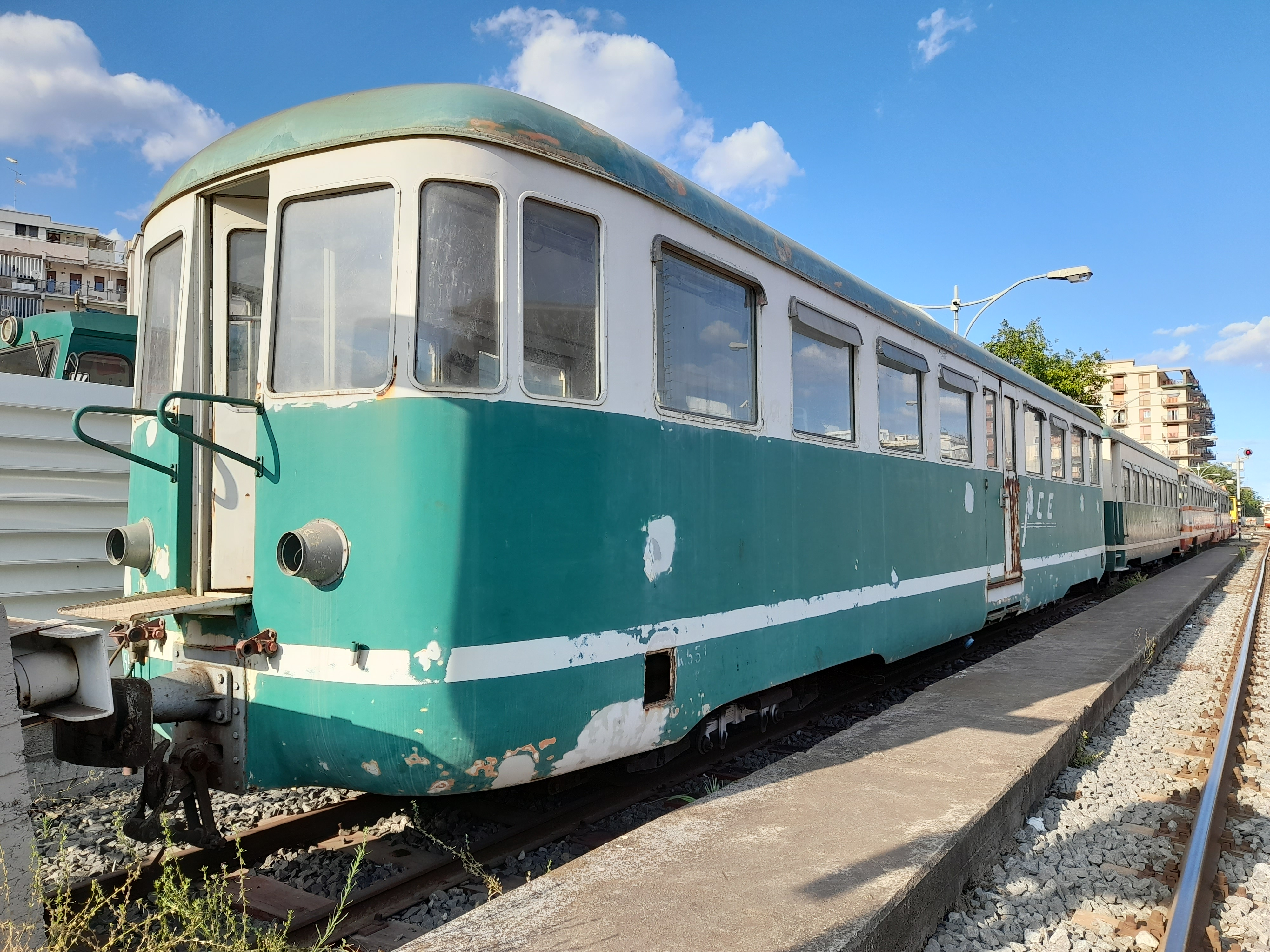
La rimorchiata R.551 accantonata presso la stazione di Catania Borgo, 10 giugno 2022.